# Palazzo Sassetti

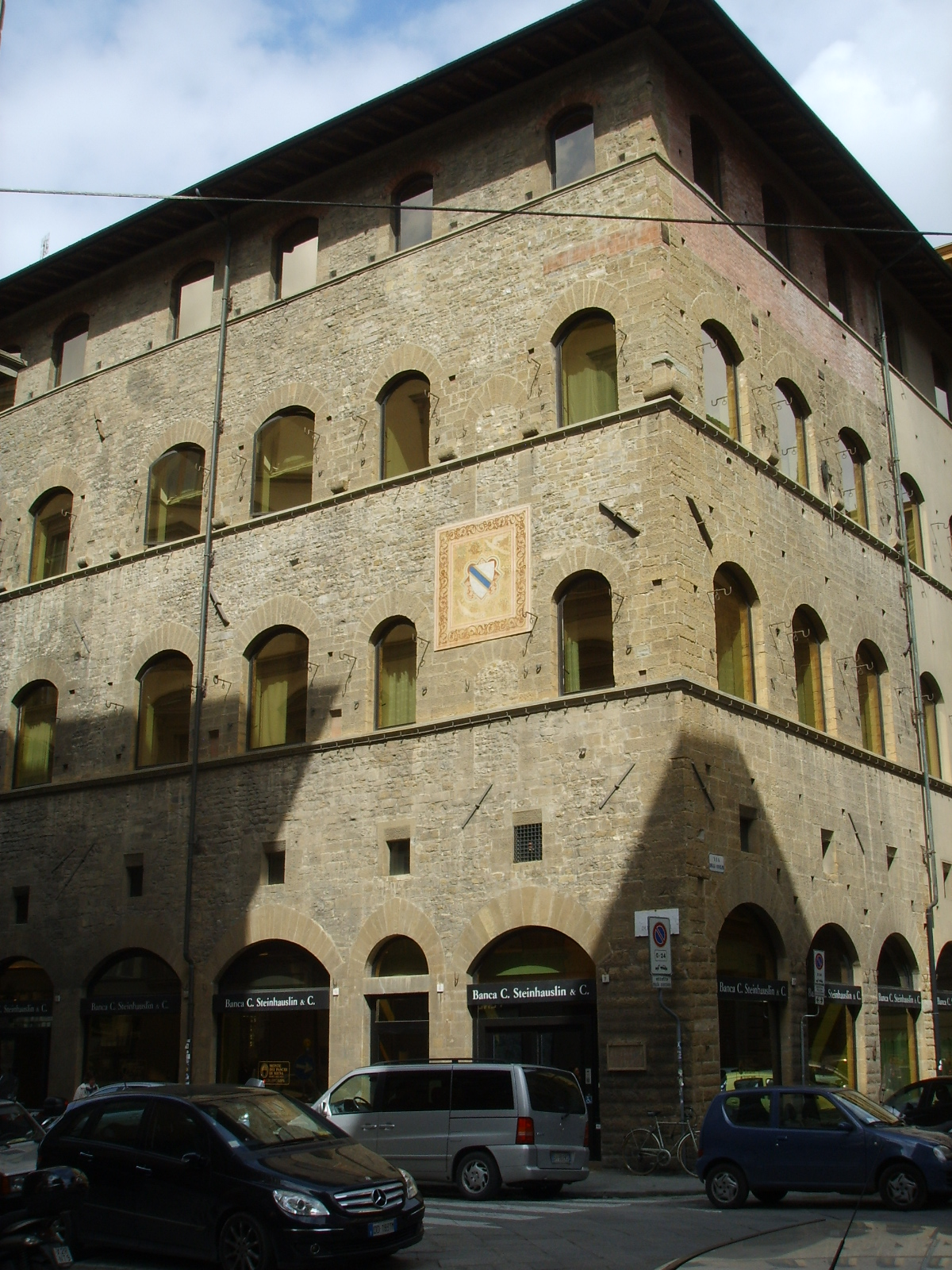
Fachada do Palazzo Sassetti.

O Palazzo Sassetti é um palácio de Florença que se encontra no nº 4 da Via dei Sassetti.

## História e arquitectura

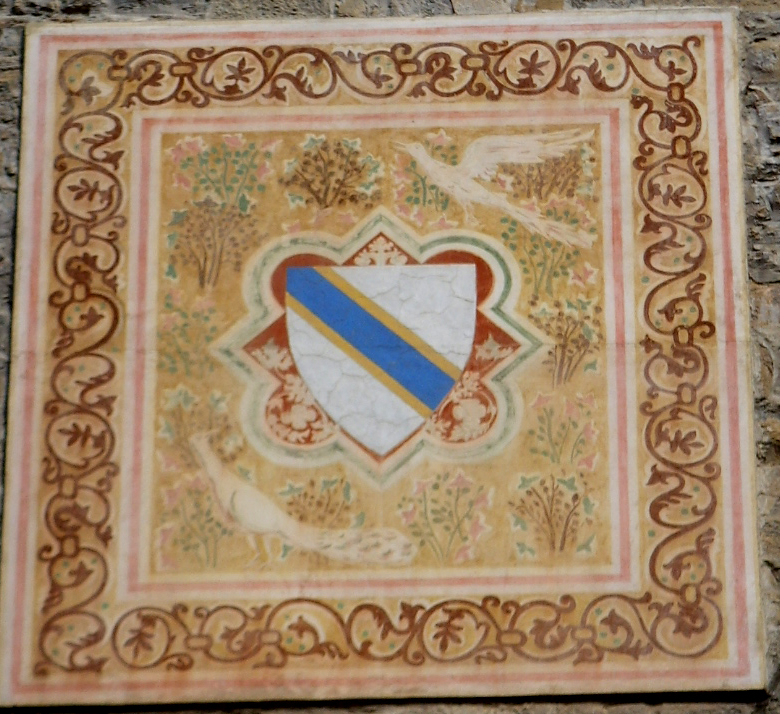
O brasão dos Sassetti na fachada do palácio: banda azul listada de ouro em campo branco.

Os Sassetti foram uma das famílias mais fieis aos Médici, sobretudo na época do banqueiro Francesco Sassetti. O palácio de família remonta ao século XIV, com ampliações e remodelações posteriores: o seu aspecto é, com efeito, renascentista pelos volumes mas não pela arquitectura, que ainda respeita a simplicidade dos "palagi" medievais. O piso térreo é, de facto, caracterizado pelos numerosos portais para armazéns e lojas, típico das casas de famílias empenhadas no comércio, enquanto os andares superiores apresentam numerosas janelas de arco rebaixado, com a única decoração das cornijas marca-piso. 
A riqueza familiar era efectivamente testemunhada, além das dimensões, pela grandeza e regularidade dos blocos de pietraforte (no lugar do mais económico filaretto). O último andar era, talvez, merlado (como fazem supor as aberturas rectangulares transformadas em janelas e a presença de adições em tijolo). Na Via dei Sassetti encontra-se um grande brasão familiar.
O palácio salvou-se do ressaneamento oitocentista, embora adulterado e privado do contexto arquitectónico circundante. Actualmente pertence a uma instituição bacária que ali tem a sua sede.

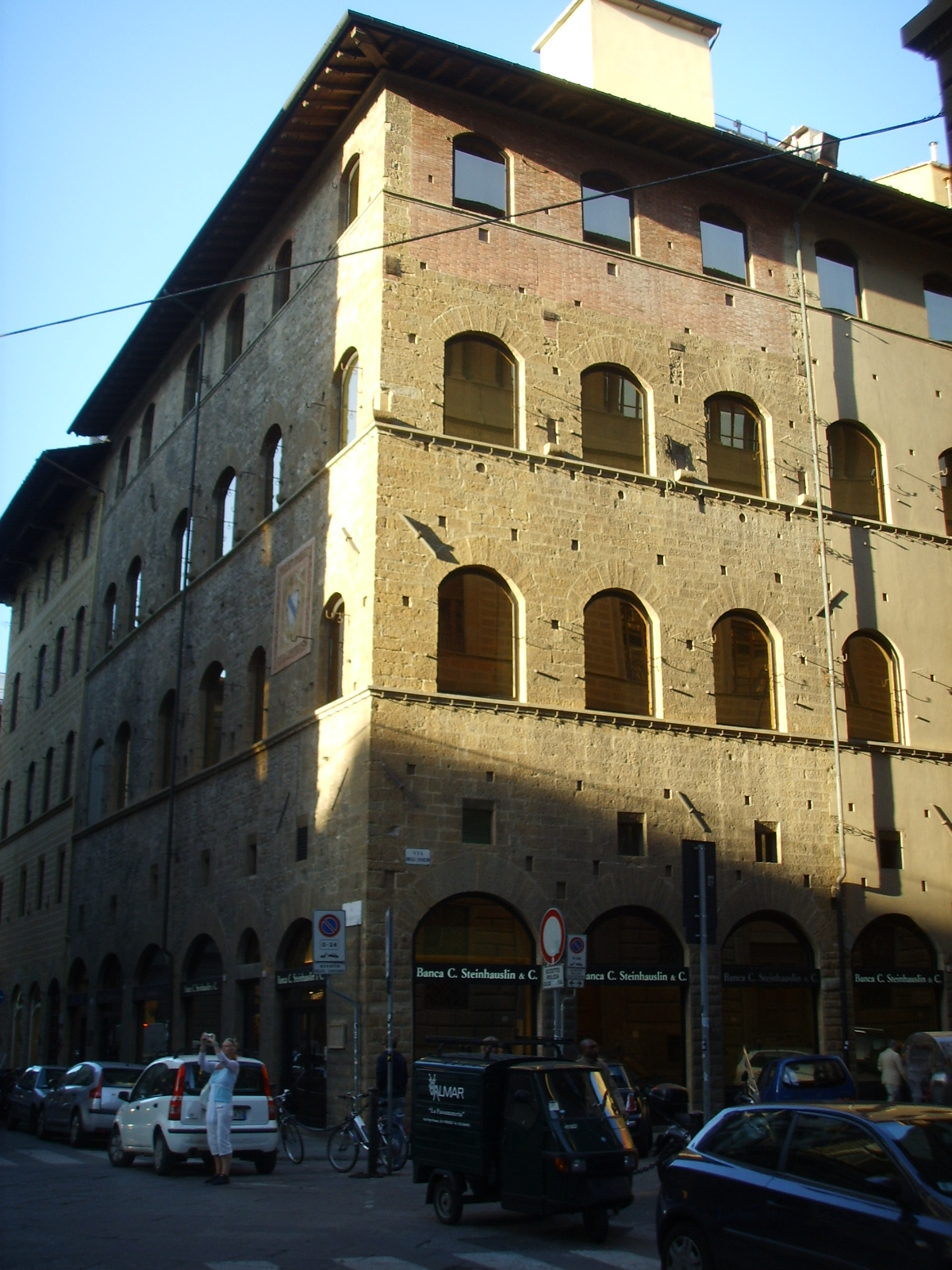
Vista do Palazzo Sassetti

## A lenda da Berta
Em torno deste palácio surgiu uma lenda, na qual se diz que numa loja na esquina do palácio com a Via Strozzi havia uma hortaliceira, a Berta, a qual pôs em guarda os nobres florentinos, para que não entrassem no palácio, onde o rei ostrogótico Tótila (r. 541–552) os tinha chamado para matá-los traiçoeiramente.
O reconhecimento de que a Berta os tinha salvo deu muitos frutos à hortaliceira, pelo que, à sua morte, deixou por testamento um sino à Igreja de Santa Maria Maior. Este sino soava às quatro da noite e anunciava aos habitantes do contado o encerramento das portas da cidade.